# Hoplitis freygessneri
Hoplitis freygessneri är en biart som först beskrevs av Heinrich Friese 1899.  Hoplitis freygessneri ingår i släktet gnagbin, och familjen buksamlarbin. Inga underarter finns listade i Catalogue of Life.